# Strikte Observanz

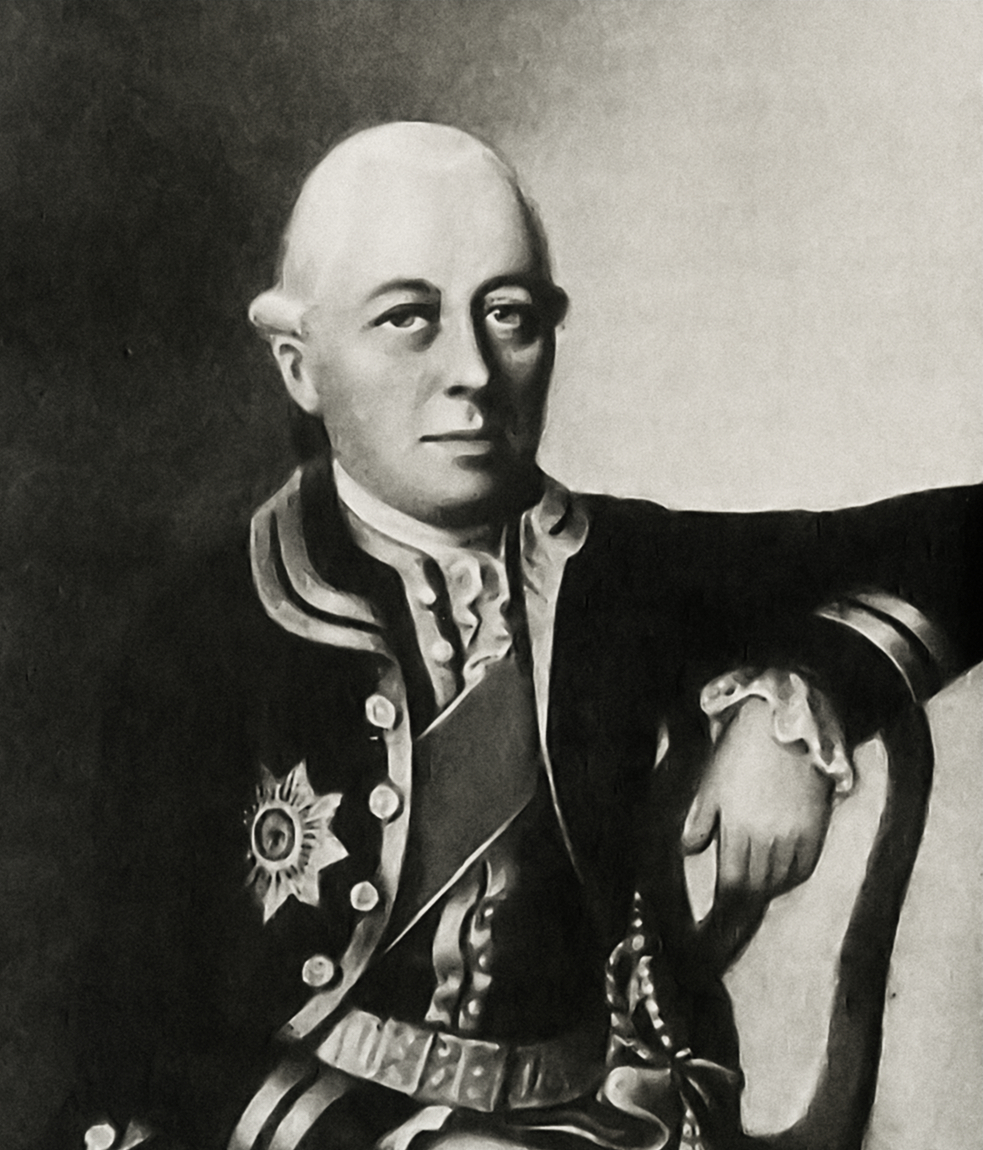
Karl Gotthelf von Hund und Altengrotkau

Bei der Strikten Observanz handelt es sich um ein freimaurerisches Hochgradsystem, das ab Mitte des 18. Jahrhunderts die meisten deutschen und eine Vielzahl europäischer Freimaurerlogen seinem Einfluss unterwarf. Im Gegensatz zum englischen Drei-Grad-Freimaurersystem der Johannislogen bot die Strikte Observanz ein sehr hierarchisches Lehrsystem, das angeblich stark auf Elementen des Templerordens basierte.
Die Mitglieder der Strikten Observanz wähnten sich von sogenannten „Geheimen Oberen“ geführt und betrachteten sich als Nachfolger der Templer, was einer historischen Überprüfung nicht standhält. Sie wird heute von keinem relevanten freimaurerischen System mehr behauptet. Das Vorhandensein freimaurerischer Templer bereits im Jahre 1743 wird als Erfindung des Reichsfreiherrn Karl Gotthelf von Hund und Altengrotkau angesehen, der selbst nachweisbar erst 1751 den ersten freimaurerischen Templerorden gründete.

## Ausbreitungsphasen
Die Gründung der Strikten Observanz wurde 1751 in Deutschland durch den Reichsfreiherrn Karl Gotthelf von Hund initiiert und als Hochgradsystem etabliert. Die Ausbreitung kann in vier Phasen eingeteilt werden.

### Gründungsphase (1751–1762)
In der ersten Phase wurde das System entwickelt. Hierbei war vermutlich nur eine kleine Gruppe von Personen beteiligt, die sich überwiegend um die Person von Hunds bewegten. Für diese frühe Zeit ist eine Verbindung zu wahrscheinlich oppositionellen schottischen Gruppierungen nachgewiesen. Letztere hatten vermutlich das Ziel, die englische Position in Nordamerika zu schwächen.

### Expansion (1763–1772)
Mit dem Ende des Siebenjährigen Krieges (1756–1763) konnte die kleine Gruppierung (etwa 20 Personen) um Freiherr von Hund die von den abziehenden preußischen Truppen zurückgelassenen Freimaurerlogen des „Clermont'schen Systems“ 1764 übernehmen. Im selben Jahr wurde Freiherr von Hund auf dem Konvent von Altenberge bei Kahla als Führer der Strikten Observanz bestätigt. Damit begann in den Thüringer Kleinstaaten, Kursachsen und in Sachsen-Weimar-Eisenach der Expansionskurs der Strikten Observanz.
Jean Baptiste Willermoz (1730 bis 1824) hatte 1760 in Lyon mit drei Johannislogen die »Grand Loge des Maitres Réguliers« gegründet. Die Logen arbeiteten in drei Johannisgraden und vier Hochgraden. 1764 traten die Logen der »Grand Loge Maitres Réguliers« der »Strikten Observanz« bei.
In dieser Organisation sammelten sich Personen, die zusammenfassend als Ständeopposition bezeichnet werden können: Personen aus Adelsfamilien oder auch hohen Verwaltungsbeamten mit mindestens einem Ratstitel – also ein elitärer Zirkel, ein „Neo-Adel“. Die Strikte Observanz bot die Möglichkeit, sich mit einem (nicht-weltlichen) Rittertitel zu schmücken. Daneben bot sie den beteiligten Personen ein Netzwerk, das Unterkunft und Kontakte bei kleindiplomatischen Reisen ermöglichte und so auch der Ständeopposition eine Vernetzungsmöglichkeit gegenüber ihren latent absolutistischen und nach dem Siebenjährigen Krieg hoch verschuldeten Landesfürsten ermöglichte. Hier wurde also Politik betrieben, mit all ihren Nebenwirkungen: so entschloss sich die Organisation, die mittlerweile aus gut 200 Personen bestand, ihre Arbeit einzustellen, als eines ihrer Mitglieder für den Mainzer Kurfürstenstuhl kandidieren konnte und die um dieses Amt konkurrierenden politischen Gruppen die Strikte Observanz in diesem Zuge hätten versuchen können zu zerschlagen.

### Fürstenphase (1772–1776)
Erst nach Beendigung dieser Krise konnte sich die Strikte Observanz ab 1772 wieder neu aufstellen. Nach der Ersten Teilung Polens von 1772 entdeckten auch die regierenden Fürsten ihren Bedarf an einem Vernetzungsinstrument. Die Reichsverfassung schien mit der Rivalität zwischen Österreich und dem nun groß gewordenen Preußen in ihrem Bestand gefährdet. Freiherr Johann August von Starck (1741–1816), der 1761 in Göttingen zum Freimaurer aufgenommen wurde, behauptete, er sei im Besitz des eigentlichen „klerikalen Systems“ der Tempelherren. Freiherr von Hund begrüßte diese Neuerung, schloss sich mit ihm zusammen, und 1772 fand auf einem Konvent auf dem Rittergut Kohlo in der Niederlausitz die Vereinigung mit Starcks klerikalem System statt. Freiherr von Hund wurde das Heermeisterpatent zuerkannt, und Herzog Ferdinand von Braunschweig übernahm als Magnus superior ordinis und Großmeister aller schottischer Logen die leitende Rolle.
Damit begann die Fürstenphase der Strikten Observanz. 1775 waren bereits 26 Fürsten Mitglied geworden. Es waren typischerweise nicht-regierende Kandidaten, denen der Orden der Strikten Observanz eine Art Ersatzherrschaft bot. Dies galt jedoch auch für die anderen Mitglieder, denen der Orden in allen Stufen Würden verlieh, die ihnen im realen Leben versagt blieben. Die Organisation expandierte stark und wuchs in den folgenden zehn Jahren auf etwa 1.300 Mitglieder aus regierenden Häusern oder anderen einflussreichen Positionen an. 

### Machtkämpfe und Zerfall (1776–1782)
Die starke politische Nutzung der Organisation führte zu einer schweren Krise: Das erstarkende Schwedische Königshaus weitete unter Gustav III. seine Macht in Skandinavien aus. Der Bruder des schwedischen Königs, der  Herzog von Södermanland, versuchte als „Heeresmeister“ der Strikten Observanz, auch Dänemark dem Einfluss derselben zu unterwerfen. Dies führte nicht nur zu erheblichem dänischen Widerstand, auch die deutschen Fürstenhäuser fürchteten die Ausdehnung des politischen Einflusses Schwedens. Mit Hilfe des Landgrafen von Hessen–Kassel wurde 1781 die Abspaltung vom Schwedischen System herbeigeführt. 
Neben den politischen Motiven bestand auch inhaltliche Differenzen. Das schwedische Lehrsystem behauptete ebenfalls, im Besitz des letzten Geheimnisses der Tempelritter zu sein. Freiherr von Hund versuchte erfolglos mit Johann Wilhelm Kellner von Zinnendorf, dem Begründer des schwedischen Systems in Deutschland,  einen Gegenseitigkeitsvertrag zu schließen. Beide Systeme entwickelten einen regelrechten Systemkampf, der eine Zusammenarbeit ausschloss.

## Die unbekannten Oberen
Die Gründungszeit der Strikten Observanz ist mit Beziehungen zur britischen Insel verbunden. Organisationsgründer Karl Gotthelf von Hund wurde 1741 in Frankreich in die Freimaurerei aufgenommen und hielt sich lange Zeit in Paris auf, wo er in die schottischen Hochgrade aufgenommen wurde. In diesem Zusammenhang behauptete er, ein „unbekannter Oberer“ der „Templer-Freimaurerei“ in Paris mit der Bezeichnung „Ritter von der roten Feder“ (lateinisch „eques a penna rubra“) habe ihn in dieser Zeit (zwischen Dezember 1742 und September 1743) in die Hochgrade eingeführt und ihn zum Heermeister (Chevalier Templier) der siebten Provinz, also für Deutschland, ernannt. Von Hund sollte später behaupten, er sei von den „unbekannten Oberen“ im Stich gelassen worden, und gründete 1751 auf seinem Gut Kittlitz eine eigene Loge, wo er ein neues Hochgradsystem einführte, um den Tempelherrenorden wieder aufleben zu lassen.
Obwohl Freiherr von Hund die „unbekannten Oberen“ nicht identifizierte, wurden sie immer wieder mit dem Haus Stuart und insbesondere Charles Edward Stuart in Verbindung gebracht, insbesondere da Hund die Jakobiten Lord Clifford Chudleigh und Earl of Kilmarnock als Teilnehmer an der Zeremonie in Paris genannt hatte.
Die angenommene jakobitische Verbindung beherrschte die Organisation in großem Maße. Immer wieder wurde versucht, mit Delegationen dieser Verbindung nachzugehen. Jede Delegation ließ die Verbindung unwahrscheinlicher erscheinen, aber nie führte sie zur Einstellung der Suche. Am 12. September 1777 traf Karl Eberhard von Wächter auf den inzwischen im italienischen Exil lebenden Charles Edward Stuart. Das von beiden unterzeichnete Protokoll ging an Herzog Ferdinand von Braunschweig. 1780 wandte sich der Herzog von Södermanland schriftlich an Charles Edward Stuart und bat ihn um die Bestätigung seiner Wahl zum Heermeister der siebten Provinz. Charles Edward antwortete, dass er diese nicht bestätigen könne, angeblich nach Korrespondenz mit Wächter. Jene, die die Identifikation der Stuarts mit den „unbekannten Oberen“ für wahr hielten, begründeten diese Weigerung damit, dass Charles Edward damals die Hoffnung auf eine Restauration aufgegeben hatte und von der Unterstützung des Papstes, der jedoch 1738 die Logenmitgliedschaft von Katholiken verboten hatte, abhängig war. Andere sahen in der Weigerung einen Beleg gegen die Rolle der Stuarts in der Strikten Observanz.

## Der Operationsplan
Ebenfalls zur Gründungsphase gehört der Operationsplan. Dieser wurde später, als sich Freiherr von Hund von diesem Plan distanzierte, zu einem Ökonomischen Plan. In seiner Grundkonzeption sah dieser Plan vor, unter den Anhängern der Strikten Observanz, die sich aus bestehenden Freimaurerlogen zusammensetzten, hohe Mitgliedsbeiträge zu kassieren, die möglicherweise zur Gründung einer Kolonie in Nordamerika genutzt werden sollten. Diese Kolonie sollte den Plänen zufolge eine Adelskolonie werden, in der sich die Regenten strikt an eine (liberale?) Verfassung halten. Die Mitglieder der Strikten Observanz sollten dann den Regierungsapparat stellen.
Die Forschung lässt für den Operationsplan noch viele Fragen offen: Es bestanden zur Zeit des frühen Operationsplans tatsächlich Beziehungen nach England, und diese Personen waren auch in wirtschaftliche Aktivitäten in Nordamerika verstrickt. Vielleicht sollte das Geld aber auch nur gegen die Englischen Truppen im Siebenjährigen Krieg eingesetzt werden. Ab 1762 und dann noch mal ab 1764 überarbeitete Johann Christian Schubart den Operationsplan. Jetzt wird von Kapitalakkumulation gesprochen, die mithilfe von Manufakturgründungen und Fernhandel durchgeführt werden sollte, und die ihren Mitgliedern Rentenkasse und Versicherung ist. Freiherr von Hund distanzierte sich von diesen, seiner Ansicht nach „zu materialistischen Plänen“. Da die Führungsmacht von Hunds jedoch bereits gebrochen war, änderte sein Widerstand nichts an der Umgestaltung des Plans, der von nun an als Ökonomischer Plan bezeichnet wird.

## Lehre und Grade
Die Lehre der Strikten Observanz enthielt angeblich ein streng gehütetes Geheimnis. Grundgedanke war ein Bezug zu den Tempelrittern. So will von Hund in Paris mit Hochgradkreisen verkehrt haben, die auf die Templer eingeschworen waren. Er gab vor, am Hof Charles Edward Stuarts in Anwesenheit von Lord Clifford und Lord Kilmarnock von einem Tempelritter Von der roten Feder zum Templer geweiht worden zu sein. Zugleich sei er zum Heermeister der reaktivierten VII. Ordensprovinz (Deutschland) der Templer innerhalb der Freimaurerei ernannt worden.
Auf dem Konvent von Kohlo kam es 1772 zur Vereinigung des Systems des Freiherrn von Hund mit dem klerikalen System Johann August von Starcks. Hierbei wurden die Rituale und die ersten drei Grade revidiert.
Insgesamt gab es sechs, später sieben Grade, von denen die Rituale der ersten vier Grade aus Frankreich stammten, die fünften und sechsten Grade hat von Hund selbst erfunden. Diese Grade nannten sich: Lehrling, Geselle, Meister; Schotte, Novize und Tempelritter, später kam noch ein siebter Grad des Eques professus hinzu. In den Ritualen wurde stets auf Unbekannte Obere Bezug genommen, ohne darüber aufzuklären.

## Wilhelmsbader Konvent und Zerfall
Noch ehe Abenteurer wie Alessandro Cagliostro und der Graf von Saint Germain auftraten, kam es zu Betrügereien und deren anschließender Entlarvung. Als selbst von Hund nach seinem Tod der Scharlatanerie verdächtigt wurde, begann der Zerfall der Strikten Observanz, die sich nur noch mit sich selbst beschäftigte. Beim Convent National des Gaules in Lyon im November 1778 wurde, im Wesentlichen aufgrund der Initiative von Jean Baptiste Willermoz, das System rektifiziert. Auf dem Konvent der V. Provinz Burgund 1779 formten die Logen der »Grand Loge des Maitres Réguliers« den Rektifizierten Schottischen Ritus (R.S.R.).
Mit dem Wilhelmsbader Konvent vom 16. Juli 1782 sollte wieder Ordnung in die Strikte Observanz gebracht werden. Hier planten 35 hohe Mitglieder der Organisation die zukünftige Struktur der Organisation. Der Konvent kam zu sinnvollen Ergebnissen, wie zur verstärkten wohltätigen Arbeit und der Abkehr vom Namen der Strikten Observanz. Da der von Willermoz vorgeschlagene Name der »Freimaurer-Ritter« unter den französischen Delegierten nicht einhellig begrüßt wurde, hieß der Orden fortan »Orden der Ritter der Wohltätigkeit und der rektifizierten Maurerei«; der französische Ordenszweig durfte jedoch den bisher gepflegten Namen »Chevaliers Bienfaisants de la Cite Sainte« beibehalten. Es fehlte jedoch ein schlüssiges Konzept für die Zeit nach dem Konvent. Man beschloss, die Riten, Grade und sogar den Namen zu ändern und gewährte den angeschlossenen Logen eine Frist von einem Jahr, ob sie dem System der Wohltätigen Ritter beitreten wollten. Jedoch war nicht klargestellt worden, wie die neuen Grade genau bearbeitet werden sollten. 
Die auf dem Konvent eingesetzte Kommission aus Lyon und Straßburg zur Überarbeitung der symbolischen Grade des Systems brauchte unmäßig lange, bis sie Ergebnisse vorlegte (1784: 1. Grad, 1785: 2. Grad, 1786: 3. Grad, 1809: 4. Grad). Das neue dehnbare Statut überzeugte die Mitglieder nicht. Man ließ die Legende der tatsächlichen Abstammung vom Templerorden fallen und ersetzte diese durch eine geistig verstandene Ritterschaft, die den Idealen der Templer nacheifern wollte. Johann Christoph Bode bezeichnete die „Unbekannten Oberen“ als Erfindung von Johann Christian Schubart. Damit verlor die Strikte Observanz einen wesentlichen Teil ihrer Anziehungskraft. Das System ging „trotz des äußeren Prunks an seiner Inhaltslosigkeit“ zugrunde. Die Mehrzahl der Freimaurerlogen und Großlogen entsagten der Strikten Observanz. Auf dem Wilhelmsbader Konvent 1782 waren aber die Reformen von Lyon bestätigt und der Name offiziell in »Rektifizierter Schottischer Ritus« geändert worden. Folgt man einer Publikation der Forschungsloge Quatuor Coronati aus dem Jahr 2002 (Autor: Walter Hess), ist der heute im Stillen noch immer bestehende Rektifizierte Schottische Ritus legitimer Nachfolger der Strikten Observanz.
Obwohl Herzog Ferdinand von Braunschweig als Oberhaupt des Ordens mit dem Konvent sehr zufrieden war, begann im Anschluss der Niedergang des Systems. Denn im Grunde hatte in Wilhelmsbad keine Versöhnung der Hauptlager stattgefunden, und die neue geistige Ausrichtung war nicht klar. Immer mehr Logen wandten sich nach dem Konvent vom System ab. Herzog Ferdinand desinteressierte sich ab 1786 völlig und starb 1792; 1793 trat Joseph de Maistre in Turin einer Loge dieses Systems bei. 1796 wurde Karl von Hessen-Kassel Generalgroßmeister und neues Oberhaupt des Ordens. Vereinzelt gab es in Deutschland noch Logen des Systems bis 1830. Die Loge Carl zum aufgehenden Licht wandte erst 1840 offiziell vom System ab und trat dem Eklektischen Bund bei. In einigen Ländern blieb der Orden zeitweise und oft nur rudimentär bestehen; durchgängig existiert er in der Schweiz bis in die Gegenwart.
Als Reaktion auf die desolaten Zustände der Strikten Observanz wurde bereits 1776 im Stillen der Illuminatenorden gegründet.